# Linh dương đồng cỏ Kafue
Linh dương đồng cỏ Kafue (Danh pháp khoa học: Kobus leche kafuensis) là một phân loài của loài linh dương đồng cỏ Kobus leche. Nó là loài đặc hữu của Kafue Flats, Zambia. Nó được liệt kê vào Danh sách đỏ IUCN là dễ bị tổn thương.

## Đặc điểm
Chúng có chiều cao khi đứng từ 90–100 cm (35–39 in) tính đến vai và nặng 70–120 kg (150-260 lb). Chung có màu nâu vàng với cái bụng trắng. Con đực cũng sẫm màu, nhưng màu sắc nói chung thay đổi tùy theo loài. Các, sừng xoắn ốc có cấu trúc dài là mơ hồ hình đàn lia, và chỉ được tìm thấy ở con đực. Các chân sau dài hơn một chút là theo tỷ lệ so với linh dương khác, để dễ dàng chạy đường dài trong đất sình lầy.
Chúng được tìm thấy trong khu vực đầm lầy, nơi chúng ăn thực vật thủy sinh. Chúng sử dụng nước sâu đến đầu gối như bảo vệ khỏi những kẻ săn mồi. Chân chúng được phủ một chất chống thấm nước cho phép nó chạy khá nhanh trong nước sâu đến đầu gối. Lechwe hoạt động ngày đêm.
Ám ảnh đặc trưng của chúng, như với các phân loài còn sinh tồn, là vùng ngập ngập nông ở ngoại vi của các con sông, hồ và đầm lầy, và đặc biệt là trên các ecotone, những môi trường sống hình thành với giấy cói Cyperus papyrus, cả Phragmites australis và lau sậy Phragmites mauritianus, các loại cỏ thủy sinh cao. Chúng tập trung ở các đàn mà có thể bao gồm nhiều hàng ngàn cá thể. Các đàn thường được tất cả của một quan hệ tình dục, nhưng trong mùa giao phối quần hôn.